# Мархфельд
Мархфельд (нем. Marchfeld) или Моравское поле (чеш. Moravské pole) — равнина на востоке Нижней Австрии, к северу от Дуная. Одна из крупнейших в Австрии.

## География
Занимает примерно 900 км² от Вены на западе до Моравы на востоке. С юга ограничена поймой Дуная, на севере — холмистой местностью, протянувшейся от придунайской горы Бизамберг до местечка Ангерн-ан-дер-Марх на Мораве. Примерно совпадает с южной частью округа Гензерндорф.

## Экономика
Регион Мархфельда традиционно является поставщиком овощей для Вены, и вообще считается «житницей Австрии». С 1930-х годов здесь также добывается нефть и природный газ.
Несмотря на название «житницы Австрии», Мархфельд является самым сухим регионом страны, со среднегодовым количеством осадков в 550 мм. Для борьбы с понижением уровня грунтовых вод в конце XX века был создан канал Мархфельд, подводящий воду из Дуная. Против выветривания почв применяются лесозащитные полосы.